# Postleitzahl (Ungarn)

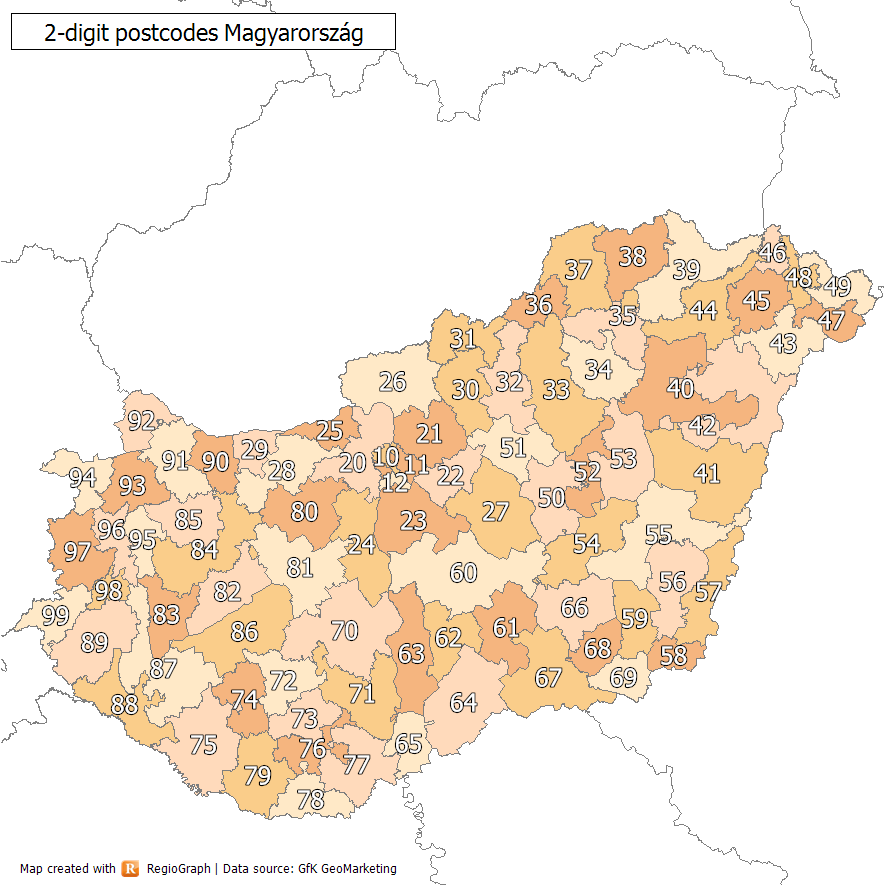
Postleitzahlengebiete in Ungarn nach den ersten beiden Ziffern

Die ungarischen Postleitzahlen (ungarisch irányítószámok) bestehen aus vier Ziffern. Die erste Ziffer bezieht sich auf die folgenden Postbereiche:
- 1xxx Budapest
- 2xxx Szentendre
- 3xxx Hatvan
- 4xxx Debrecen
- 5xxx Szolnok
- 6xxx Kecskemét
- 7xxx Sárbogárd
- 8xxx Székesfehérvár
- 9xxx Győr

Hatvan, Sárbogárd und Szentendre sind keine Komitatssitze, jedoch größere Städte, die durch ihre geografische Lage eine besondere Bedeutung für die ungarische Post haben.
Die Postleitzahlen in Budapest beginnen mit der 1. Die beiden mittleren Ziffern sind die Nummern der Bezirke. Die letzte Ziffer steht für das jeweilige Postamt. So befinden sich beispielsweise die Postleitzahlen 1131–1139 im XIII. Budapester Bezirk. Für Postfächer gibt es eine eigene Nummernbereiche. Die 1000 steht für das nationale Logistikzentrum, welches sich aber in der 2000er Region in der Stadt Budaörs (PLZ 2040) befindet.
Für den Rest des Landes gelten folgende Regelungen:
- Die Postleitzahlen der Komitatssitze enden immer mit „00“. Es gibt allerdings auch Städte, die auf „00“ enden, ohne Komitatssitz zu sein.
- Städte haben im Allgemeinen Postleitzahlen, die auf „0“ enden.

In einigen Postleitzahlen sind noch die Nummern von ehemaligen Stadtbezirken enthalten, obwohl diese mittlerweile aufgelöst sind.
Institutionen mit hohen Briefaufkommen haben eigene Postleitzahlen, so die ungarische Staatskasse 1909, die Rentenkasse 1820 oder die Széchényi-Nationalbibliothek 1827. Kleine Gemeinden teilen sich manchmal dieselbe Postleitzahl, so haben die Gemeinden Lakócsa, Szentborbás und Tótújfalu im Kreis Barcs allesamt die Postleitzahl 7918. Die höchste ungarische Postleitzahl ist 9985, die zur Gemeinde Felsőszölnök im Komitat Vas gehört.